# Cerkev sv. Boštjana, Pečarovci
Cerkev svetega Boštjana (prekmursko Sv. Sebaščana) se nahaja v kraju Pečarovci, župniji Pečarovci in v Občini Puconci.
Pečarovci se uradno imenuje kraj, vendar mu mnogi pravijo Sebeščan, kakor je ime najbolj vzhodnemu delu zaselka. Sv. Boštjan, po domače Sebeščan, pa je tudi krajevni zavetnik. Gorenšček, kjer je novejša podružnična cerkev evangeličanske cerkvene občine Puconci je nedaleč od Sebeščana. Že od nekdaj pa je v Pečarovcih tudi katoliška cerkev in sedež župnije, v katero spadajo še kraji: Moščanci, Dankovci, Mačkovci, Prosečka vas, Poznanovci, Bodonci, Šalamenci, Brezovci, Vaneča in Dolina. Župnijo sv. Sebastjana oziroma Boštjana so ustanovili 1796. leta.  

## Čas ob in po reformaciji
Drugače je bilo ob reformaciji 1640. leta, ko je bil v Pečarovcih predikant (protestantski pridigar). Grofje in njihovi služabniki pa so menili, da bo pečarovska evangeličanska podružnica po reformaciji postala župnija in bo imela katoliškega duhovnika.  
Po reformaciji po letu 1672 je bilo v Prekmurju veliko pomanjkanje duhovnikov, zlasti v gornjem delu, zato je cerkev nastavljala laike - licenciate, ki so deloma opravljali duhovniško službo: krst, poroko, pogreb. Bili so nastavljeni tudi zato, da župnije ne bi zasedli luteranski predikanti. Pomanjkanje duhovnikov je trajalo približno 80 let, dokler niso vzgojili domačih duhovnikov, ki so začeli zasedati župnije po letu 1730. Posamezne goričke fare pa niso dobile duhovnikov niti tedaj, saj je iz vizitacijskih zapisnikov razvidno, da so bili 1756. leta licenciati še v Dolencih, Puževcih in tudi v Pečarovcih.
V srednjem veku in še v novem so Pečarovci pripadali k martjanski župniji. V vizitacijskem zapisniku iz leta 1698 je omenjeno, da so prvo cerkev v Pečarovcih zgradili nekdanji katoličani v čast mučencema sv. Fabijanu in Sebastijanu, iz leta 1756 pa poroča, da je bila cerkev postavljena v čast mučenca sv. Sebastijana. Župnija je bila ustanovljena leta 1796. K novoustanovljeni župniji so pridružili 4 vasi iz župnije Gornja Lendava - Grada. Te vasi so: Bodonci s kapelo sv. Leonarda, Prosečka vas, Poznanovci in Zenkovci. Od župnije sv. Benedikta v Kančevcih so pridružili župniji Pečarovci vas Dolino. Pet vasi: Dankovci, Mačkovci, Šalamenci, Vaneča in Moščanci, pa je že prej spadalo k podružnici v Pečarovcih.
Leta 1640 so Pečarovce napadli turški konjeniki in ugrabili 16 Ijudi, 3 pa razsekali. Napadli so tudi cerkev. Razbili so cerkvena vrata, porušili oltar, uničili predikantov voz in odnesli njegovo obleko. Leta 1698 sta stala v bližini cerkve dva stolpa, zgrajena iz lesa. V stolpih sta visela dva zvonova. Cerkev je imela lesen strop in tlak. Oltar je bil samo eden. Na oltarju je bila slika sv. mučencev. V cerkvi je bila še lesena prižnica in kamnit krstilnik. Leta 1756 je bilo župnišče leseno in še primerno. V njem je stanoval licenciat, ki je obdeloval tudi zemljišče. 1778. leta  je bil patron pečarovske cerkve grof Mihael Nadasdy. V bližini cerkve stoji župnišče, ki je tudi v slabem stanju. Pred letom 1808 sta bila prezbiterij s stropom in mala zakristija na novo zgrajena iz solidnega gradiva. Cerkev - ladja je bila še lesena. Zaradi pomanjkanja denarja je bil del cerkve krit s slamo. Prezbiterij in večji del stare lesene stavbe sta bila krita z opeko. Cerkev je bila blagoslovljena. Imela je novi oltar, na njem je bila slika sv. Sebastijana. V cerkvi je bil tudi krstilnik. Z opeko je bila krita tudi zakristija. Zvonik, ki je stal v bližini, se je rušil.   
Leta 1824 je bila cerkev na novo postavljena iz solidnega gradiva. Pokrita je z opeko in žlebnjaki. Veliki oltar ima sliko sv. Sebastijana in nov tabernakelj. Cerkev ima tudi stranski oltar v čast mučenca sv. Vida. Kor je zidan, vendar na njem ni orgel. Pod njim je božji grob iz lesa. V cerkvi sta še krstilnik in nova prižnica. Zakristija je obokana. Zvonik je iz čvrstega gradiva, pokrit s skodlami rdeče barve. Župnišče je leseno. Zraven je vrt in hlev za konje.

## Novejši čas
Po letu 1975 je bila nadaljnja prenova cerkve znotraj in zunaj, potem obnova župnišča in tudi gospodarskega poslopja, v katerem so 1986. leta uredili večnamensko župnijsko dvorano. V  istem letu so tudi elektrificirali zvonove. Leta 1987 so uredili nov krstilnik in dozidali pred vhodom v cerkev vežico. Leta 1990 so prenovili pročelje cerkve in cerkvenega stolpa, ki so ga naslednje leto prekrili z bakreno pločevino. Tako na cerkvi kakor na župnišču so dali namestiti strelovod, postavili so 4 žaromete, ki lepo osvetljujejo cerkev, ki je na pobočju na nadmorski višini 342 metrov. V cerkvi so uredili primerno ogrevanje z elektriko. V septembru 1992. leta so obnovili notranjost cerkve. Prenovili pa so tudi vse štiri slike, delo akademskega slikarja Karla Jakoba, narejene 1939. leta. Na koru pa je slikar samouk Tinč Mertiak naredil novo sliko sv. Cecilije, zavetnice cerkvene glasbe, ki so jo financirali domači cerkveni pevci.
V Pečarovcih oziroma pri Sebeščanu imajo proščenje ali po domače »proško« dvakrat letno. Tako imenovana »mrzla proška« je vsako leto 20. januarja, ko goduje farni zavetnik sv. Boštjan oziroma Sebeščan; »topla proška«, ko je tudi semanji dan, pa je 14 dni po veliki noči. V Pečarovcih je tudi evangeličanska cerkev in  v tem delu Goričkega živita obe v lepem sožitju.

## Arhitektura
Cerkev iz 1824 sestavljajo ladja, poligonalno zaključen prezbiterij z zakristijo in zahodnim zvonikom. Fasade členijo le talni in profiliran venčni zidec.
Cerkev stoji na grebenu sredi vaškega trga, obdana z lipami.

## Dušni pastirji

### Župniki
- Fidelis Bernjak – je bil župnik leta 1796 in se je rodil v Nedelici. Redovnik je bil v Novem Gradu (Gradiščanska, Güssing) in govoril prekmursko, madžarsko, hrvaško in srbsko tudi.
- Števan Sobjak (1811-1815) – * Kančevci, 23. marec, 1783; † Kančevci, 28. marec, 1833.
- Matjaž Borovnjak (1815-1830) – * Mladetinci (Mlajtinci), 6. november, 1785; † Črenšovci, 16. marec, 1859.
- Aleksander Jambrikovič (1871-1877) – * Nové Zámky, Slovaška, 13. februar, 1829; † Kančevci, 5. avgust, 1892.
- Baltazar Vugrinčič (1877-1878) – * Sveti Juraj na Bregu (Međimurje) 21. december, 1842; † Črenšovci, 1. maj, 1917.
- Jožef Ivanoci (Kodela) (1878-1896, 1897) – * Ivanovci, 17. marec, 1842; † Črenšovci, 21. junij, 1903.
- Karel Zrinji (Zrinski) (1896-1905) – * Murska Sobota, 26. september, 1867; † Beltinci, 21. februar, 1914.
- Jožef Klekl st. (1905-1910)
- Ivan Perša (1913-1935)

### Kaplani
- Géza Tüll (1906-1907) – * Stankovci (Neumarkt an der Raab), Gradiščanska 17. marec, 1881; Župnikoval v Kisunyomu na Madžarskem. Na Gornjem Seniku leta 1919. natil anti-kommunistični premik.

### Župniki iz župnije
- Janoš Hül (* Pečarovci, 24. maj, 1714; † Gornji Petrovci, 15. februar, 1781.) bil je dekan Slovenske okrogline (Prekmurje in Porabje)
- Miháo Andreič (* Dankovci o. leta 1749; † Cankova 1. marec, 1787.)